# Uncanny X-Men
Uncanny X-Men (Сверхъестественные люди-икс) — американский комикс, публикуемый с 1963 года издательством Marvel Comics. Является самой длинной серией о Людях Икс.
Изначально комикс выходил под названием «X-Men», но с октября 1978 года, начиная с № 114, был переименован в «Uncanny X-Men». А когда в октябре 1991 возобновилась серия «X-Men», оба комикса стали выходить параллельно.
Серия была создана Стэном Ли и Джеком Кёрби, была прохладно встречена и чуть было не отменена в 1970 году. Интерес был возобновлён в 1975 году спецвыпуском Giant-Size X-Men (Гигантские люди-икс) с дебютом новой команды. Под руководством Дэвида Кокрума и Криса Клэрмонта, благодаря 16-летней работе которого с августа 1975 года (Uncanny X-Men #94) по 1991 год (Uncanny X-Men #279) у серии выросла популярность во всём мире, в конце концов породив франшизу с многочисленными спин-оффами, в том числе New Mutants, X-Factor, Excalibur, «Отряд Икс», Generation X, с простым названием New X-Men, Astonishing X-Men, Essential X-Men и All-New X-Men.

## История публикаций

### 1963—1970
Созданная сценаристом-редактором Стэном Ли и художником Джеком Кёрби, серия началась в сентябре 1963 года с введения в первом выпуске оригинальных пяти Людей Икс — Ангела, Зверя, Циклопа, Айсмена и Джин Грей, их учителя — Профессора Икс, а также их заклятого врага — суперзлодея Магнето. Первоначально издаваемая два раза в месяц, стала ежемесячной с #14 (ноябрь 1965 г.). Серия Ли длилась 19 выпусков и показала Людей Икс сражающихся со злодеями, такими, как Магнето, Алая Ведьма и Ртуть, входящими на тот момент в Братство Злых Мутантов; Стражами — гигантскими роботами, запрограммированными на уничтожение всех мутантов их создателем Боливаром Траском; и Джаггернаутом, сводным братом Ксавьера, преобразованного мистическим драгоценным камнем и желающего отомстить Профессору Икс. Серия была помещена во Вселенную Marvel, с гостевыми появлениями в Namor #6 и Avengers #9. Герой Ка-Зар и Дикая Земля были представлены в выпуске #10. Рой Томас писал серию с #20 (май 1966 г.) до #44 (май 1968 г.). Томас Рой и художник Вернер Рот создали Банши в #28 (январь 1967 г.). В выпуске #42 (март 1968 г.) комикс пошёл на драматический шаг, убив Профессора Икс. The X-Men #45 (июнь 1968 г.) показал кроссовер с The Avengers #53 (июнь 1968 года). Потом на серию пришли Гэри Фридрих и Арнольда Дрейк — последний из которых представил новых Людей Икс — Лорну Дэйн и Хавока. При нём у серии появился новый логотип, разработанный Джимом Стеранко. Томас вернулся в серию с #55 и присоединился к художнику Нилу Адамсу, чтобы со следующего выпуска запустить нашумевший сюжет. Сценарист Деннис О’Нил и Адамс возродили Профессора Ксавьера в #65, показав, что в выпуске #42 погиб самозванец по имени Оборотень. После боя с Халком в выпуске #66 (март 1970 г.) Marvel перестали издавать новый материал и с #67 (декабрь 1970 г.) по # 93 (июнь 1975 г.) выпуски публиковали перепечатки.

### 1975—1991

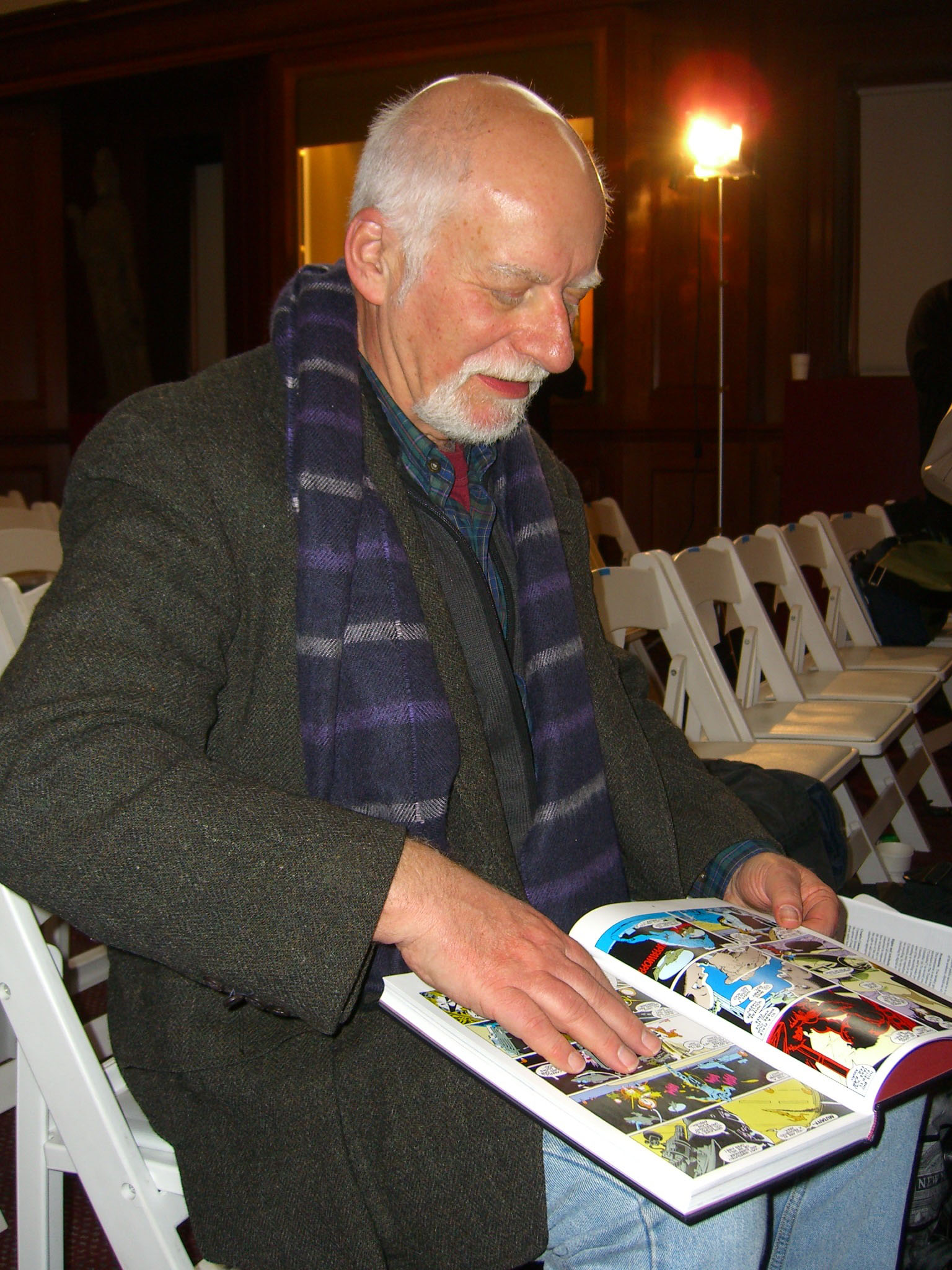
Сценарист Крис Клэрмонт смотрит на экземпляр X-Men в твердом переплете, включающий многие номера его авторства

X-Men были возобновлены в мае 1975 года в «Giant-Size X-Men» #1, Леном Уэйном и Дэйвом Кокрумом. Серию отличала новая, международная команда, состоящая из Циклопа, Банши, Солнечного огня и Росомахи, наряду с новыми персонажами Шторм, Ночного Змея, Колосса и Буревестника. Первоначальный план был продолжать Giant-Size X-Men ежеквартально, но оригинальные истории были напечатаны в серии Uncanny, которая выходила раз в два месяца. Первым выпуском Криса Клэрмонта в роли сценариста был #94. Все оригинальные Люди Икс ушли вместе с Солнечным огнём; Буревестник был убит в #95. Мойра Мактаггерт, союзник Людей Икс и бывшая невеста Ксавьера, дебютировала в #96. Чудо-Девушка стала Фениксом в #101. За этим последовала первая история космической оперы Ши’ар. Кокрума сменил на посту художник Джон Бирн с #108. Бирн стал соплоттером, и серия снова стала выходить ежемесячно. За оставшуюся часть десятилетия Люди Икс сражались с такими врагами, как Стивен Лэнг и его Стражи, Магнето, Чёрный Том — двоюродный брат Банши, Джаггернаут, Эрик Красный, Императорская гвардия Ши’ар, Аркада, бывшие коллеги Росомахи, супергерои Канады команда Отряд Альфа и Протей — сын Мойры Мактаггерт. В 2010 году Comics Bulletin отмечает Клермонта и Бирна за работу над The X-Men вторыми в топе «Десятки лучшего от Marvel в 1970-х».
В 1980 году «Сага о Тёмном Фениксе» привела к изменению в составе команды со смертью Феникс (Джин Грей) и уходом Циклопа, который оставил команду, чтобы оплакивать её. Сценарист и историк комиксов Рой Томас и Питер Сэндерсон отметили, что «Сага о Тёмном Фениксе» для Клермонта и Бирна — то же самое, что и «Трилогия Галактуса» для Стэна Ли и Джека Кёрби.

## Состав команды
Таймлайн